# Goniorhynchus
Goniorhynchus is een geslacht van vlinders uit de familie van de grasmotten (Crambidae), uit de onderfamilie van de Spilomelinae. De wetenschappelijke naam van dit geslacht is voor het eerst voorgesteld door George Francis Hampson in een publicatie uit 1896.

## Soorten
- Goniorhynchus butyrosa (Butler, 1879)
- Goniorhynchus calamitalis (Snellen, 1899)
- Goniorhynchus chalybaealis (Snellen, 1892)
- Goniorhynchus clausalis (Christoph, 1881)
- Goniorhynchus exemplaris Hampson, 1899
- Goniorhynchus flaviguttalis Warren, 1896
- Goniorhynchus gratalis (Lederer, 1863)
- Goniorhynchus gulielmalis Holland, 1900
- Goniorhynchus hampsoni Klima, 1939
- Goniorhynchus marasmialis Hampson, 1899
- Goniorhynchus marginalis Warren, 1896
- Goniorhynchus obscurus Hampson, 1899
- Goniorhynchus octosema Hampson, 1912
- Goniorhynchus pasithea (Fawcett, 1916)
- Goniorhynchus pectinalis Hampson, 1899
- Goniorhynchus plumbeizonalis Hampson, 1896
- Goniorhynchus salaconalis (Druce, 1895)